# Ulmus uyematsui
Ulmus uyematsui — вид квіткових рослин з родини в'язових (Ulmaceae). Поширення: центральний Тайвань.

## Біоморфологічна характеристика
Це дерево заввишки до 25 метрів, в діаметрі до 80 см, листопадне. Кора темно-сіра, поздовжньо тріщинувата, шорстка, відшаровується нерівними лусочками. Гілочки від коричневих до темно-коричневих, голі або запушені в молодому віці, незабаром голі, безкрилі та без коркового шару, з розсіяними сочевицями. Ніжка листка 2–6 мм, запушена. Листкова пластинка від еліптичної до довгасто-еліптичної, 5–11 × 3–4.5 см, знизу густо запушена з помітними пучками в пазухах жилок, зверху гладка та гола або з розсіяними волосками, основа тупа до косо усіченої, край подвійно пилчастий, верхівка хвостата; вторинні жилки 11–20 з кожного боку середньої жилки, пучково запушені в пазухах. Суцвіття зібрані в пучки на гілочках другого року. Оцвітина дзвоноподібна, 5- або 6-лопатева. Крилатки червонувато-коричневі, від оберненояйцеподібних до оберненояйцеподібно-округлих, 1–1.5 × 0.8–1 см, голі за винятком запушення на рильцеподібній поверхні у виїмці; ніжка майже такої ж довжини або трохи коротша за оцвітину, запушена; оцвітина стійка. Насіння в центрі крилатки. Період цвітіння та плодіння: лютий і березень.

## Середовище
Населяє ліси в горах; на висотах 800–2500 метрів.

## Галерея

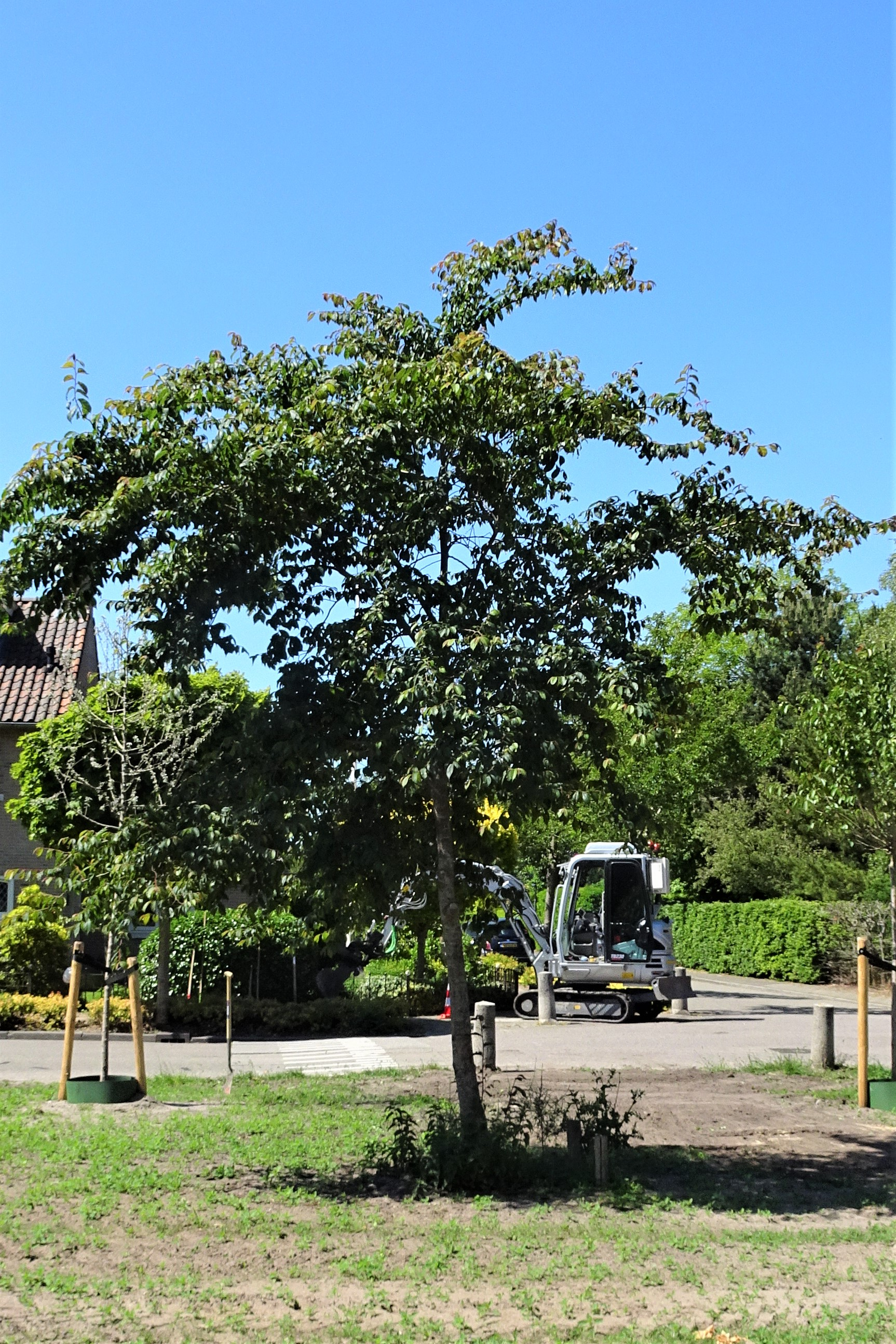
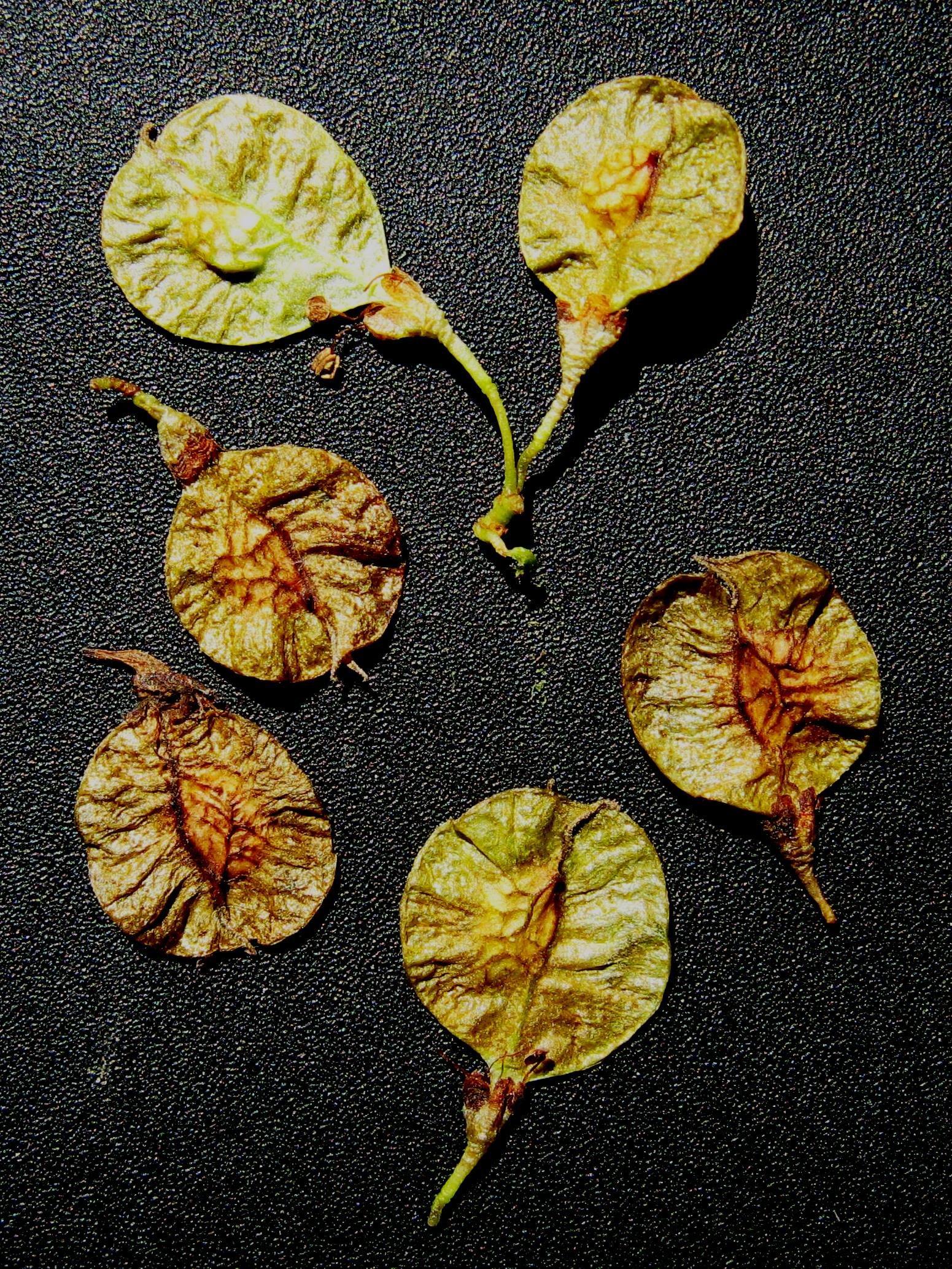